# Pong lang

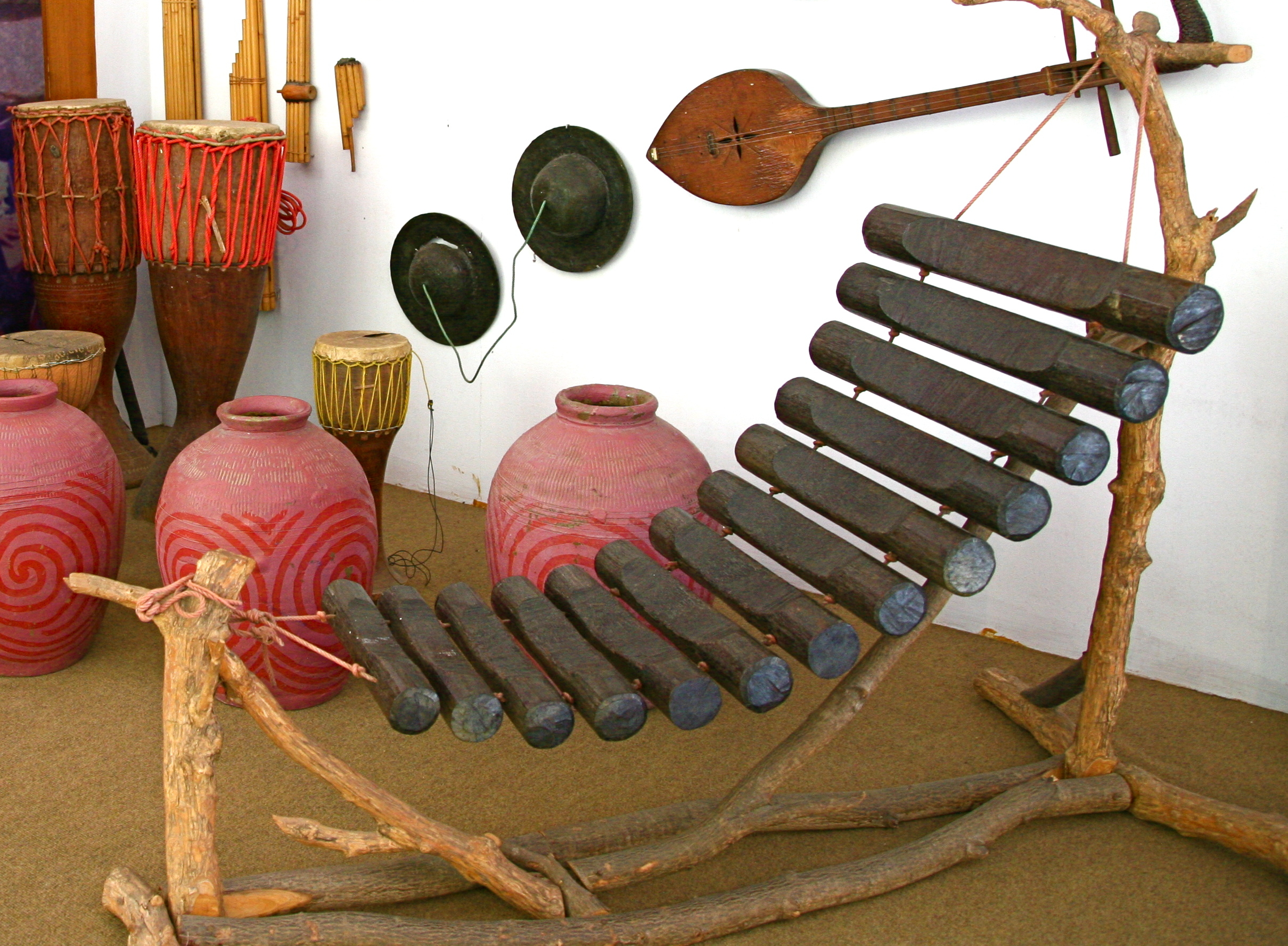
Pong lang tailandés.

Pong lang (en tailandés:โปงลาง ) es un xilófono hecho con un tronco de madera, de la región Isan en Tailandia, de la provincia de Kalasin.
El Ponglang es un instrumento de percusión musical que tiene un estilo similar al xilófono pero que se coloca en vertical. 
Tiene 6 notas: Do, re, mí, fa, sol y la y 12 barras de madera con una cuerda fuerte en cada una. Puede encontrarse en diferentes tamaños pues no hay un estándar.
El instrumento se puede tocar solo o en grupo; con otros instrumentos (por ejemplo: el Pin, el Khaen o el Tambor tailandés) para escuchar o tocar con bailes tradicionales del Noreste de Tailandia. Es usado en todas las ocasiones, siendo muy popular para festivales y ceremonias.
Aunque es un instrumento relativamente nuevo es muy popular porque cuando se comparar con otros instrumentos musicales del noreste de Tailandia, el Pong lang tiene un sonido más suave y dulce.

## Etimología del Pong lang
โปง (Pong) y ลาง (Lang). El Pong es un instrumento para advertir, y la palabra “Lang” significa suerte.